# Bismillah Airlines
Bismillah Airlines es una aerolínea con base en Bangladés. Es una filial dentro del Grupo de Industrias Mollah, una empresa industrial y de exportación de Bangladés y es la primera aerolínea privada internacional en obtener las licencias AOC/ATO para operar vuelos regulares de carga como una aerolínea internacional de carga de Bangladés. La aerolínea fue fundada en 1998.

## Alcance
Internacional :
Año 2002 -  
Exportaciones : 14.000 toneladas incluyendo carga general y perecedera.
Importaciones : 6.000 toneladas incluyendo electrónica. 
Año 2003 - 
Exportaciones : 32.000 toneladas 
Importaciones : 8.000 toneladas 
Doméstico :
3.000 toneladas cada año.

## Flota
La flota de Bismillah Airlines incluye (a 31 de diciembre de 2008):
2* HS 748-2B Avros.